# Bystra Podhalańska (przystanek kolejowy)
Bystra Podhalańska – przystanek kolejowy w Bystrej Podhalańskiej, w województwie małopolskim, w Polsce.

## Ruch pasażerski
| Rok  | Wymiana pasażerska na dobę |
| ---- | -------------------------- |
| 2017 | 10-19                      |
| 2022 | 10-19                      |